# Ahez
Ahez – francuska folkowa bretońska grupa wokalna z Carhaix-Plouguer, składająca się z Marine Lavigne, Sterenn Diridollou i Sterenn Le Guillou. Reprezentantki Francji w 66. Konkursie Piosenki Eurowizji w Turynie wraz z Alvanem z utworem „Fulenn”.

## Historia
Poznały się podczas studiów w liceum Diwan w Carhaix w Bretanii, gdzie praktykowały tradycyjny styl śpiewu kan ha diskan. Nazwa „Ahez” pochodzi od Ker Ahez, popularnej etymologii bretońskiego imienia miejscowości Carhaix (Karaez) i Ahes, mitologicznej postaci bretońskiej. Grupa zaczęła występować na festiwalach fest-noz w 2018 roku, a wraz z zespołem Eben wzięła udział w edycji 2018 Inter-Celtic Festival of Lorient. Latem 2021 roku w barze w Rennes spotkały piosenkarza i producenta Alvana. Razem wzięli udział w Eurovision France, c'est vous qui décidez !, francuskiej selekcji do 66. Konkursu Piosenki Eurowizji w Turynie, z piosenką „Fulenn”, którą zwyciężyli, stając się reprezentantkami kraju w konkursie. „Fulenn" jest pierwszą piosenką eurowizyjną od 1996 roku śpiewaną w całości po bretońsku.

## Dyskografia

### Single
Jako główne artystki
| Rok  | Tytuł                             | Najwyższe pozycje na listach | Najwyższe pozycje na listach | Album      |
| Rok  | Tytuł                             | LTU                          | SWE                          | Album      |
| ---- | --------------------------------- | ---------------------------- | ---------------------------- | ---------- |
| 2022 | „Fulenn” (Alvan, gościnnie: Ahez) | 22                           | –                            | Magma (EP) |